# Yrjö Keinonen
Yrjö Ilmari Keinonen, född 31 augusti 1912 i Ruskeala, död 29 oktober 1977 i Nurmijärvi, var en finländsk militär.

## Biografi
Keinonen blev filosofie magister 1950 och general av infanteriet 1968. Han utmärkte sig under fortsättningskriget som ledare för ett stort antal djärva patrullfärder bakom fiendelinjerna, skildrade i hans böcker Kärkijoukkona Syvärille (1970) och 1944 – Taistellen takaisin (1971). För dessa insatser tilldelades Keinonen Mannerheimkorset (nr 91, 8/9 1942). Efter kriget satt han 16 månader anhållen i samband med den så kallade  vapensmusselaffären och var därefter kommendör bland annat för Björneborgs brigad (1960–1963) och Nylands militärlän (1963–1965) samt kommendör för försvarsmakten 1965–1969.
Under Keinonens tid i försvarsmaktens ledning genomfördes en rad reformer, genom vilka särskilt beväringarnas förhållanden förbättrades. Sedan oppositionen mot honom bland officerskollegerna vuxit och han även förlorat president Kekkonens stöd åtalades han 1969 för fortsatt brott mot tjänsteplikt samt bötfälldes i Högsta domstolen 1972.
Keinonen utgav några skönlitterära verk och publicerade 1977 sina memoarer under titeln Huipulla.